# Lunar Receiving Laboratory

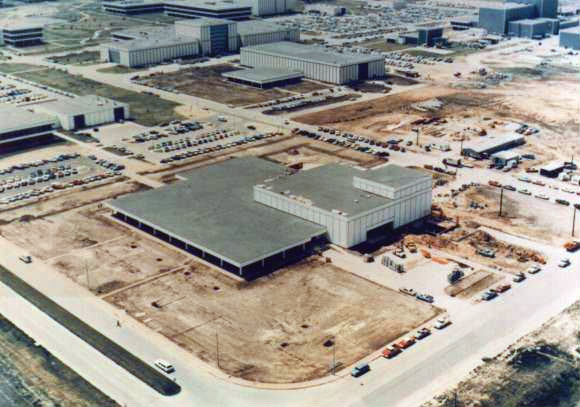
Lunar Receving Laboratory krátce po vybudování (1967)

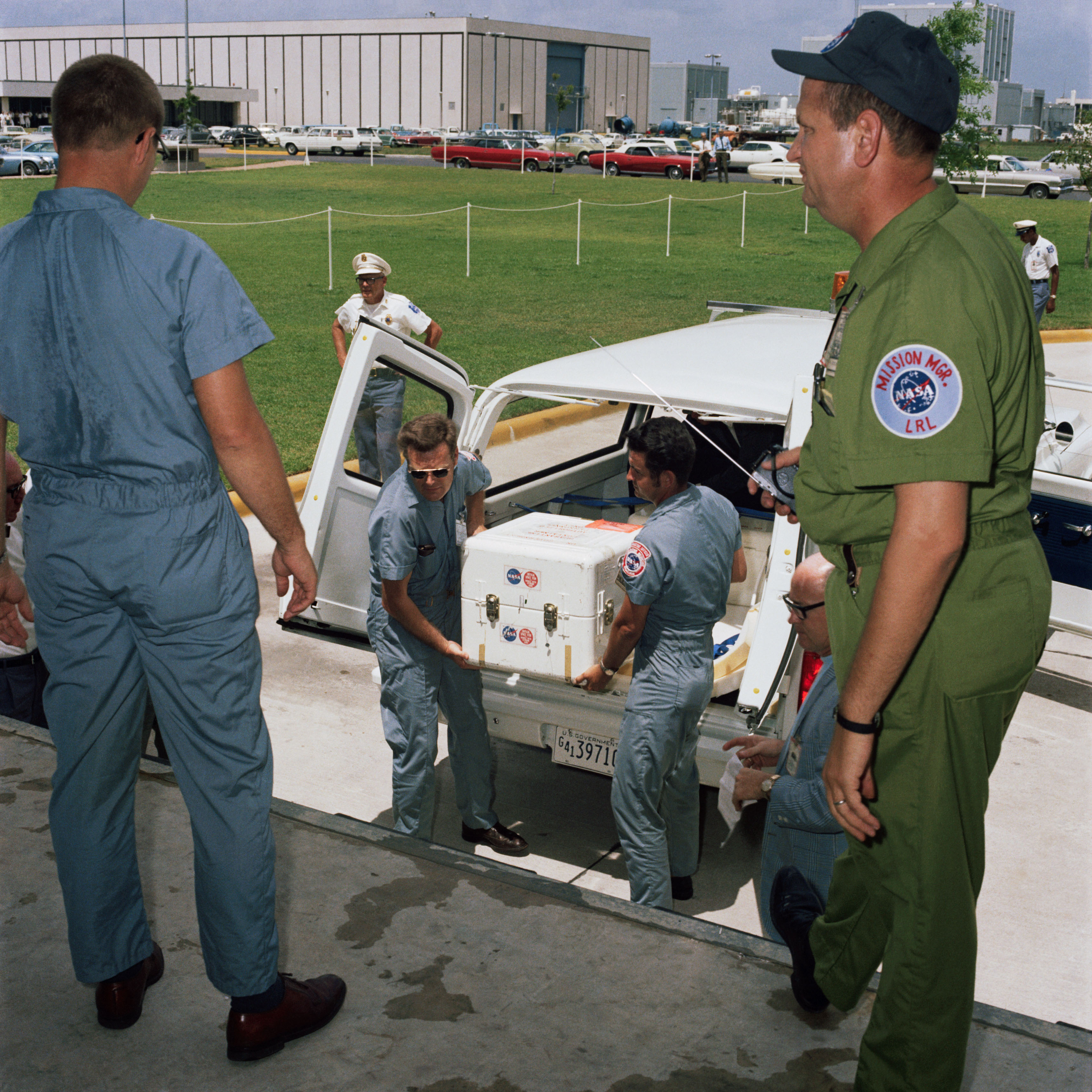
První vzorky hornin z Měsíce, které dorazily do LRL v roce 1969

Lunar Receiving Laboratory (LRL) bylo zařízení NASA (budova 37 v Johnsonově vesmírném středisku v Houstonu) vybudované za účelem karantény kosmonautů během programu Apolla. Dalším úkolem tohoto zařízení bylo uchovávání měsíčních hornin a zmírnění rizika jejich kontaminace látkami pocházejícími ze Země.
V karanténě zde byla, po svém návratu a zotavení na moři, posádka Apolla 11, Apolla 12 a Apolla 14. Vzorky hornin a minerálů, které tyto mise dopravily na Zem, byly přepraveny letecky přímo do LRL a zde byly zpočátku analyzovány ve vakuové komoře. Před začátkem mise Apolla 15 došlo ke zmírnění karanténních opatření a od té doby LRL sloužilo pouze ke studiu měsíčních hornin, jejich distribuci jiným laboratořím a jako jejich bezpečný sklad.
Celkem bylo na Zemi během programu Apollo dopraveno 381,7 kilogramů měsíčních hornin, z nichž většina zde byla uložena. V roce 1976 byla část vzorků přesunuta na leteckou základnu Brooks Air Force Base v San Antoniu v Texasu, kde byl založen druhý sklad měsíčních hornin. V roce 1979 byla vybudována laboratoř pro trvalé uložení měsíčních vzorků Sample Laboratory Facility, kde probíhá i jejich zkoumání.
V současné době patří budova LRL oddělení Life Sciences, které ji využívá pro své laboratoře zkoumající vliv pobytu člověka ve vesmíru na jeho zdraví.